# London Cable Car
A London Cable Car vagy szponzori okokból a jelenlegi hivatalos nevén IFS Cloud Cable Car egy drótkötélpályás utasszállító rendszer Londonban, amely a Temze felett halad át a folyó felszínétől 54,1 méteres átlagmagasságban, összekötve London keleti részét Greenwich-csel.
A 2012-ben átadott, 34 zárt kabinból álló szerelvény, a folyó déli partján álló O2 Aréna és az északi oldalon lévő ExCel Exhibition Centre között található, mely épületek a 2012. évi nyári olimpiai játékok helyszínei voltak. A drótkötélpályás rendszerű tömegközlekedési eszközt a Transport for London üzemelteti. A maximálisan 90 méter magasra felemelkedő kabinokból, egyedülálló látvány tárul London egyes helyszíneire, mint például a Cityre, a Canary Wharfra, Greenwichre, a Temze-gátra vagy az Olimpiai Parkra.
2022. október 20-ka óta az IFS technológiai cég szponzorálja. Ezt megelőzően a vonalat a megnyitásától kezdve az Emirates légitársaság szponzorálta ezért az Emirates Air Line nevet viselte 2022. június 28-ig.

## Története
2010. július 4-én a Transport for London (röviden TfL) bejelentette azt a tervét, mely szerint egy drótkötélpályás rendszerű projektet kíván létrehozni a Temze fölött, amely óránként maximálisan 2 500 személy átkelését biztosítaná mindkét irányban. Ez a teljesítmény 50 autóbusszal egyenértékű utasforgalmat biztosítana. A beruházás átadását, az akkor esedékes 2012. évi nyári olimpiai játékok eseményéhez kapcsolódva tervezték.

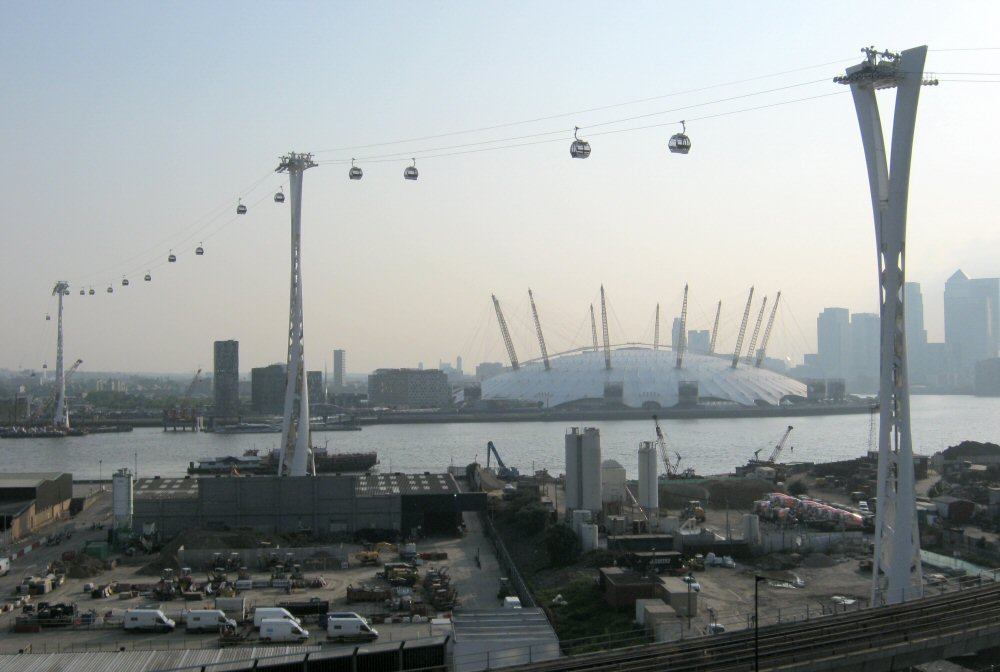
Az Emirates Air Line tartóoszlopai, háttérben az O2 Aréna

A tervezők abban reménykedtek, hogy nemcsak az olimpia szempontjából lehet hasznos közlekedési eszköz, hanem később remek turistacsalogató látványosságként szolgálna. Vagyis azt remélték a tervezők és a befektetők, hogy a tömegközlekedési funkción kívül, a saját jogán is érdekes attrakció lenne, ahol az utasok gyönyörködhetnek a lélegzetelállító panorámában.
A költségvetés eredetileg 25 millió fonttal számolt, amit teljes egészében magánfinanszírozásból kívántak megoldani. 2011 szeptemberére ez a szám több mint a duplájára emelkedett.  2011 októberében jelentették be, hogy a projekthez sikerült befektetőnek megnyerni a dubaji székhelyű Emirates Airline-t, amely a következő 10 évben 36 millió angol fonttal (közel 20 milliárd Ft) támogatta a létesítményt, egeszen 2022-ig. Cserébe a dubai tulajdonú Emirates légitársaság 10 éves névadási joggal rendelkezett (ezért kapta az Emirates Air Line nevet). Valamint a két megálló nevében is megjelent az Emirates kifejezés és cég a londoni metrótérképen is reklámhellyel rendelkezett.
A Temze felett átívelő libegő tervezője a Wilkinson Eyre tervezőiroda. Az építkezés 2011 júliusában indult meg, a Mace Group Ltd kivitelezésében. 
A mintegy 65 millió angol fontból (kb. 25 milliárd Ft) létrejött beruházás elkészültéhez két évre volt szükség.
2012. május 15-én tesztelték először a különleges szerkezetet, majd a 2012-es londoni olimpia megnyitása előtt egy hónappal, 2012. június 28-án a déli órákban adták át hivatalosan.
Az olimpiára épült attrakcióra, ma már jóval kevésbé lelkesednek a turisták. 2014-ben 35 százalékkal kevesebb jegyet adtak el, mint amennyivel a tervezésnél kalkuláltak.

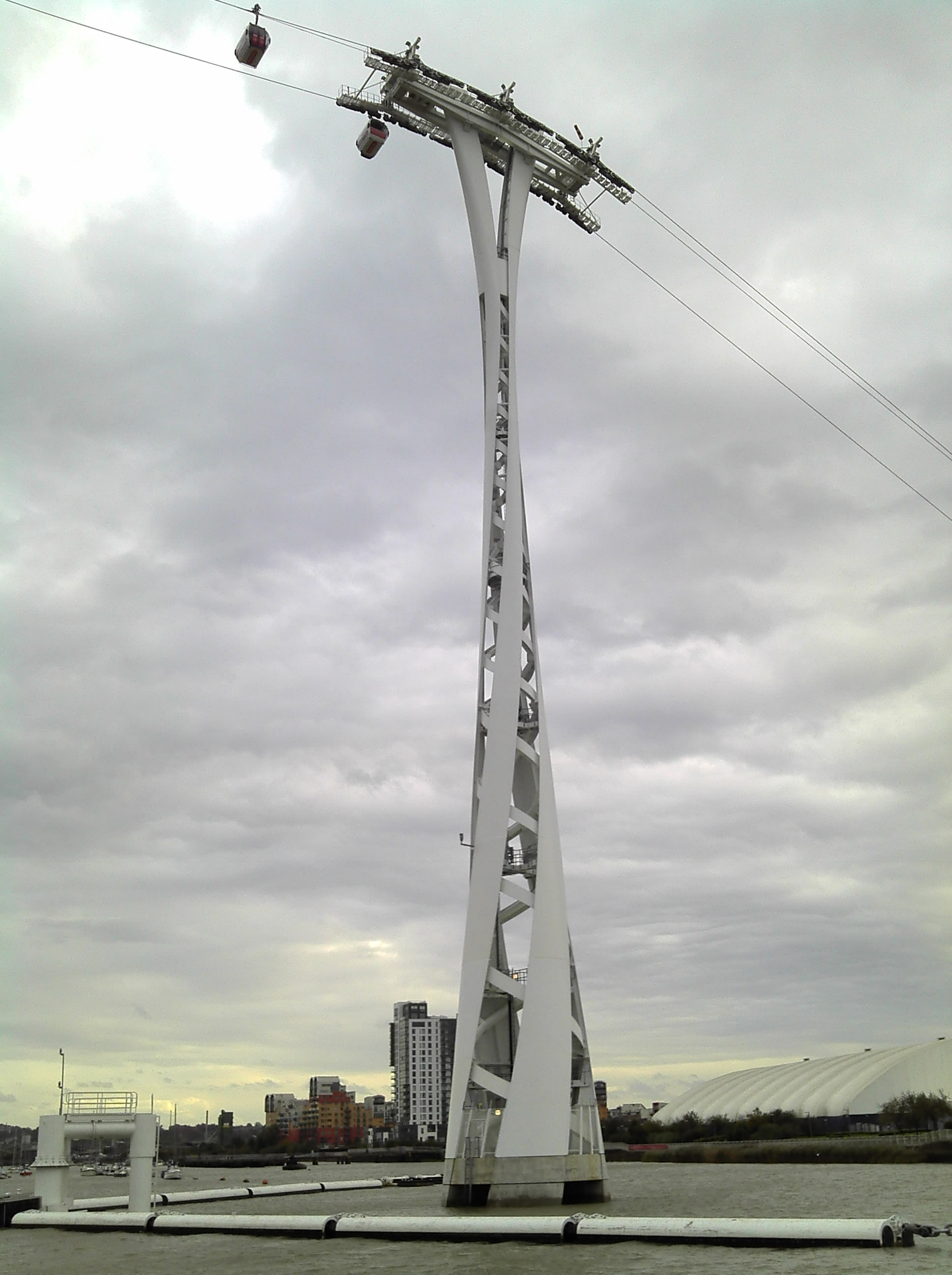
Az London Cable Car északi fő tartóoszlopa

### Az építmény szerkezete
Az 1,1 kilométer hosszúságú drótkötélpálya szerkezetet mindkét végén, egy-egy hatalmas tárcsa forgatja az 500 kis acélhuzalból összesodort acélkábelt, amelyek lehetővé teszik a sodrony tágítását és feszítését az időjárás függvényében. Az acélkábelt – amelyre 34 darab zárt kabinos gondola van felfüggesztve – három, az erős szélnek is ellenálló spirális szerkezetű acéloszlop tartja. Az északi és a déli fő tartóoszlopok 10 méter átmérőjű alapokon állva, 90 méter magasra nyúlnak. Az északi oldalon lévő közbenső tartóoszlop az alapjánál mindössze 5,67 méter átmérőjű és 60 méter magas. A libegő egyedülálló különlegessége, az úgynevezett egykábeles lecsatolható gondolás rendszer amelynek lényege, hogy a gondola minden megálláskor lekapcsolódik a kábelről, majd induláskor automatikusan felkapcsolódik arra.

## Állomások

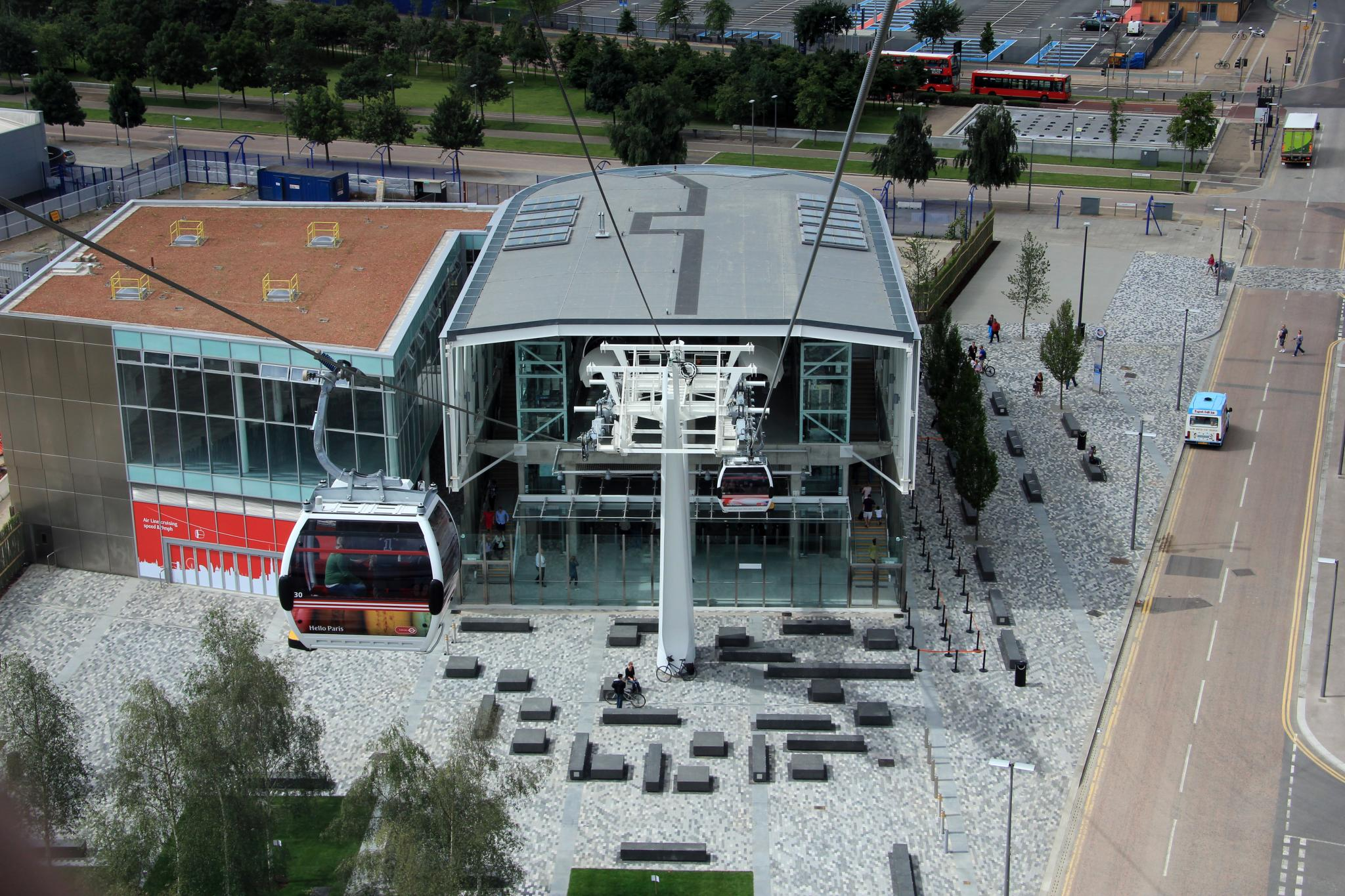
Érkezés az Emirates Air Line déli állomására

### IFS Cloud Docks
A drótkötélpálya északkeleti végén (é. sz. 51,4998°, k. h. 0,0083°51.499800°N 0.008300°EEmirates Air Line (Greenwich terminus)) található az ExCel (Exhibition Centre London) kiállítási központ, amely az olimpia idején számos sportág (asztalitenisz, birkózás, cselgáncs, ökölvívás, súlyemelés, taekwondo, vívás stb.) megrendezésének adott otthont. Az állomáshoz legközelebbi csomópont a londoni DLR vasúthálózatának Royal Victoria nevű állomása, amit a libegőtől gyalogosan könnyedén megtalálhatunk.

### IFS Cloud  Greenwich Peninsula
A libegő  délnyugati végén (é. sz. 51,5077°, k. h. 0,0178°51.507700°N 0.017800°EEmirates Air Line (Royal Docks terminus)) terül el az O2 Aréna, amely a művészi torna és kosárlabda események helyszíne volt a 2012-es olimpián. A legközelebbi csomópont, a londoni metró Jubilee line vonalán álló North Greenwich metróállomás nevű állomása. A helyszínhez legközelebbi  hajóállomás a North Greenwich Pier és a helyi autóbusz közlekedés kiszolgálására itt található a North Greenwich-i autóbusz-pályaudvar is.

## Utazási jellemzők
A gondolák 15 másodpercenként indulnak, a sebességük 5 m/s. Tíz perc a menetidő de hétköznap a reggeli és délutáni csúcsidőkben gyorsított ütemben közlekednek a kabinok. Ilyenkor kb. 5 perc alatt teszi meg a több mint egy kilométeres távot.
Az utasok egy része kifejezetten tömegközlekedési eszközként tekint a libegőre, de azok is sokan vannak, akik csak a város panorámájában szeretnek gyönyörködni belőle.

## Utazási feltételek

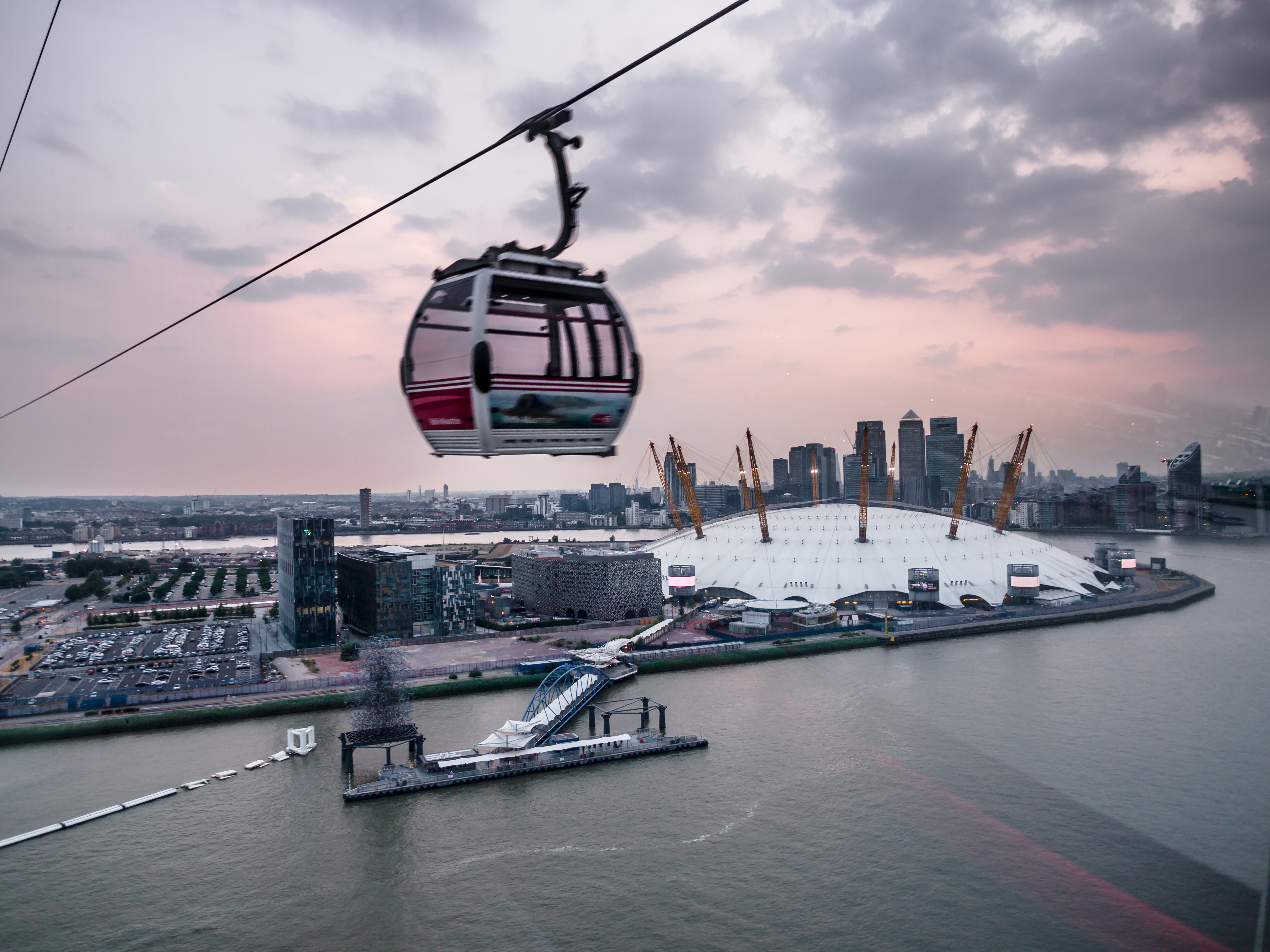
Kilátás az Emirates Air Line egyik kabinjából

Egy kabinban maximálisan 10 személy utazhat egyszerre.
Az utazáshoz jegyek válthatók a vonal mindkét állomásának pénztáránál. Egy út 4,30, az oda-vissza való libegőzés 6,40 fontba (árfolyamtól függően kb. 1550, illetve 2300 Ft) kerül. Az Oyster kártyával rendelkezők (sima „top up”-os feltöltéssel) kedvezményesen vehetik igénybe, de a londoni tömegközlekedésre szóló bérlet (pl. weekly travel) ide nem érvényes.
A londoni libegő hétköznapokon reggel 7-től este 9-ig, szombaton reggel 8-tól este 9-ig, míg vasárnap reggel 9-től este 9-ig üzemel. Nagy szél esetén azonban bármikor leállíthatják.

## Érdekességek
- A tömegközlekedésben az egyetlen olyan eszköz, ahol az utas hosszabb menetidőt kérhet, ugyanis kérésre rendelkezésre áll egy 10 perces pihenő idő, hogy több időt gyönyörködhessen a kilátásban.[19]
- A London Cable Car az Egyesült Királyság első drótkötélpályás rendszerű városi tömegközlekedési eszköze.[12]